# Jens Rupp
Jens Rupp (* 30. Oktober 1964 in Hockenheim) ist ein deutscher Musiker, Komponist und Autor.

## Leben
Rupp studierte Jazz an der FMW Frankfurter Musikwerkstatt und arbeitete danach als Klavierdozent und Komponist in den Stilrichtungen Romantik, Impressionismus, Klassik, Commercial Jazz, Latin und Elektro. Seit 2014 ist Rupp als Autor in den Bereichen Klavierwerke, Spielbücher und Klavierschulen für den Musikverlag Artist Ahead tätig.

## Werke
- Keyboard fantasies. Bezaubernd-romantische Stücke für Keyboard – leicht arrangiert. Artist Ahead, Walldorf 2016, ISBN 978-3-86642-088-5.
- My piano dreams. Zauberhaft-romantische Klavierträume – leicht arrangiert. Artist Ahead, Walldorf 2015, ISBN 978-3-86642-090-8.
- Shades of piano. The romantic song collection for two hands; moderatly arranged. Artist Ahead, Walldorf 2015, ISBN 978-3-86642-086-1.
- Klavierträume. Bezaubernd-romantische Stücke für Klavier – leicht arrangiert. Artist Ahead, Walldorf 2014, ISBN 978-3-86642-085-4.
- Meine schönsten Klavierträume. 27 leichte, romantisch-klassische und moderne Klavierstücke. Artist Ahead, Walldorf 2014, ISBN 978-3-86642-105-9.
- Meine erste Klavierschule! Der leichte Einstieg für Kinder ab 8 Jahren & Erwachsene. Artist Ahead, Walldorf 2018, ISBN 978-3-86642-103-5.
- Meine zweite Klavierschule! Der leichte Einstieg ab 8 Jahren für Kinder & Erwachsene – Die Fortsetzung! Artist Ahead, Walldorf 2017, ISBN 978-3-86642-110-3.
- Meine dritte Klavierschule! Der leichte Weg zum fortgeschrittenen Klavierspiel für Kinder, Jugendliche & Erwachsene. Artist Ahead, Walldorf.
- Meine ersten Fingerübungen! 46 Übungen für Klavier, Keyboard & Orgel. Für Kinder ab 8 Jahren & Erwachsene. Artist Ahead, Walldorf.
- Meine ersten Klavierstücke! 24 Kinder-und Volkslieder sowie klassische und moderne Spielstücke für Klavier. Artist Ahead, Walldorf.
- Meine erste Keyboardschule! Der leichte Einstieg für Kinder & Erwachsene ab 6 Jahren & Erwachsene. Artist Ahead, Walldorf.

| Personendaten    | Personendaten       |
| ---------------- | ------------------- |
| NAME             | Rupp, Jens          |
| KURZBESCHREIBUNG | deutscher Komponist |
| GEBURTSDATUM     | 30. Oktober 1964    |
| GEBURTSORT       | Hockenheim          |